# Баја Тирена (Салерно)
Баја Тирена је насеље у Италији у округу Салерно, региону Кампанија.
Према процени из 2011. у насељу је живело 1 становника. Насеље се налази на надморској висини од 5 м.